# 第24空軍 (アメリカ軍)
第24空軍(Twenty-Fourth Air Force)は、かつて存在したアメリカ空軍・航空戦闘軍団に属する航空軍レベルの組織。電子戦・情報戦・サイバー戦を担当する部隊である。司令部所在地はテキサス州ラックランド空軍基地。司令官職は少将をもって充てるポストとされている。
当初は空軍サイバー軍団傘下の部隊として設立が準備されていたが、2008年10月6日に空軍サイバー軍団の設立中止がアナウンスされ、空軍宇宙軍団内に設立されることとなった。2009年8月18日に活動開始した。作戦指揮上はサイバー軍の空軍構成部隊となっている。2018年7月17日には航空戦闘軍団の傘下になった。
2019年10月11日、第24空軍と第25空軍は統合され第16空軍となった。

## 配属部隊
- 第67ネットワーク戦団 (67th Network Warfare Wing)
- 第688情報作戦団 (688th Information Operations Wing)
- 第689戦闘通信団 (689th Combat Communications Wing)
  - 第3戦闘通信群 (3rd Combat Communications Group)
  - 第5戦闘通信群 (5th Combat Communications Group)